# Mimosa affinis
Mimosa affinis är en ärtväxtart som beskrevs av Robinson. Mimosa affinis ingår i släktet mimosor, och familjen ärtväxter. Inga underarter finns listade i Catalogue of Life.